# IC 2118
IC 2118, aufgrund seiner Form auch Hexenkopfnebel genannt, ist ein Reflexionsnebel im Sternbild Fluss Eridanus.
Er wird durch Rigel, den hellsten Stern im Sternbild Orion, zum Leuchten angeregt. Der Nebel erscheint in blauem Licht, da seine feinen Staubteilchen blau effektiver reflektieren können als rot.